# 哈莫
哈莫（鄒語：Hamo），是台灣鄒族神話中的神祇，最初始的三神之一，與妮芙努並列為主神，主要負責維護世界的運行。

## 職責
哈莫是象徵創造（妮芙努）、破壞（娑耶娑哈）和維護中的維護力量，祂是世界的管理者、諸神的支配者，在妮芙努創造世界後指揮諸神管理世界，打造出適合人類生存的環境，如把天舉高等傳說；同時，哈莫也具有部分創造的能力，並且在妮芙努的指示下創造了人類（有些說法是妮芙努本人創造的），是鄒族人最重要的神祇之一，也是至今初始三神中唯一有繼續受到祭祀的一位。在一些驅魔或祈福儀式中，也會向他祈禱。
在達邦社的說法中，哈莫取代了妮芙努的位置，在管理世界的同時也是創造世界的神。

## 形象
哈莫的意思來自於「父親（Amo）」，他和妮芙努、娑耶娑哈一樣，生自Chunu水域，他是個擁有巨大的眼睛、穿著熊皮或紅衣、全身發光的男性，居住在上界（Pepe），居處遍生金色的木槲蘭，隨行的靈獸則是熊。

## 神話

### 創造人類
在創造世界後，哈莫從妮芙努那裡接下創造人類的任務，他降臨在巴頓郭努山（Patungkuonu ，玉山）上，並搖動起楓樹，落下來的葉子和果實變成鄒族人和馬雅人的始祖、他又搖動起茄冬樹，製造出了安姆人跟布杜人；另有說法認為他是將人種播於土中，使人像植物一樣從土裡長出、或是創造人的其實也是妮芙努的說法。

### 踏平土地
哈莫（或妮芙努）踏平山上的土地，製造出能讓人類居住並形成部落的地方。

### 舉天
過去天空相當低，日月並存，不分晝夜，月亮還比太陽更熱，人類的生活因此相當痛苦，哈莫為了人類把天空舉高，還因為舉得太快，讓太陽跟月亮都消失了，人類為了照明只能燒木柴，結果連自己家也燒掉，因此向哈莫祈求，哈莫便調整日月的運行和月亮的熱度後，重新讓它們輪流東昇西落，世界上因此出現日夜交替，人類也得以繼續生存。

## 祭典
祭祀哈莫的祭典主要為敵首祭、團結祭和戰祭。在戰祭期間，他會在波送弗依和亞伐霏歐的護送下藉由赤榕降臨到鄒族的男子集會所「庫巴」裡（一說是波送弗依護送亞伐霏歐）。